# Alan Banaszek
Alan Banaszek (Varsovia, 30 de octubre de 1997) es un deportista polaco que compite en ciclismo en las modalidades de pista y ruta. Ganó dos medallas de oro en el Campeonato Europeo de Ciclismo en Pista, en los años 2017 y 2021.

## Medallero internacional
| Campeonato Europeo | Campeonato Europeo | Campeonato Europeo | Campeonato Europeo |
| Año                | Lugar              | Medalla            | Competición        |
| ------------------ | ------------------ | ------------------ | ------------------ |
| 2017               | Berlín ( Alemania) | Medalla de oro     | Puntuación         |
| 2021               | Grenchen ( Suiza)  | Medalla de oro     | Ómnium             |

## Palmarés
2016
- 1 etapa de la Carpathia Couriers Paths
- 1 etapa del Szlakiem Walk Majora Hubala

2017
- Gran Premio Internacional de Rodas
- 1 etapa del CCC Tour-Grody Piastowskie
- Memoriał im. J. Grundmanna i J. Wizowskiego
- 1 etapa de la Carrera de la Solidaridad y de los Campeones Olímpicos
- Memoriał Henryka Łasaka

2020
- Gran Premio Manavgat-Side
- 1 etapa del Tour de Bulgaria

2021
- 2.º en el Campeonato de Polonia en Ruta
- Visegrad 4 Bicycle Race-GP Slovakia
- Tour de Szeklerland, más 1 etapa
- 2 etapas de la Vuelta a Serbia

2022
- Tour de Tailandia, más 1 etapa
- 1 etapa de la Belgrado-Bania Luka

2023
- Campeonato de Polonia en Ruta

2024
- 1 etapa del Dookoła Mazowsza
- Tour de la Batalla de Varsovia, más 1 etapa